# Core i7
Intel Core i7 és una família de processadors x86-64 d'Intel, els primers que utilitzen la microarquitectura Intel Nehalem i els successors als Core 2. Els models actuals són tots de quàdruple nucli. Anomenats en clau Bloomfield, van ser llançats oficialment el 17 de novembre de 2008 i actualment és fabricat a Arizona, Nou Mèxic i Oregon, tot i que la planta d'Oregon s'està preparant per al nou procés de fabricació de 32nm.
L'arquitectura Nehalem inclou diverses característiques noves, algunes vistes als processadors i7. Els més significacius respecte a l'anterior Core 2 són:
- Nou socket LGA1366, incompatible amb processadors anteriors.
- El controlador de memòria està integrat al processador. Anomenat "uncore", funciona a una velocitat diferent.
  - Triple canal de memòria, on cada canal pot soportar un o dos DIMM de DDR3. Generalment, les plaques per a i7 porten tres, quatre, sis o nou DIMM slots.
  - Suport només per a memòria DDR3, sense ECC.
- El FSB ha estat substituït pel nou Intel QuickPath Interconnect (QPI). Les plaques han d'utilitzar un xipset que sigui compatible amb QuickPath.
- Canvis en la memòria caché:
  - 32KB L1 per a instruccions i 32KB per a dades per nucli
  - 256KB L2 (instruccions i dades) per nucli
  - 8MB L3, per a instruccions i dades, compartida
- Tots els quatre nuclis, el controlador de memòria i la memoria caché estan al mateix die.
- Tecnologia Turbo-boost, que augmenta automàticament la velocitat del processador.
- Reimplementació de l'hyperthreading. Cada nucli pot processar dos fils simultàniament, així per al sistema operatiu els quatre nuclis físics apareixen com a vuit lògics. Aquesta tecnologia era present a la microarquitectura NetBurst, però no va ser implementada als Core, ja que aquests estan basats en Pentium III.
- Només un enllaç QuickPath, que limita a un els processadors per placa.
- Fabricat en 45 nanòmetres.
- 731 milions de transistors en 263 mm2
- Tecnologies d'estalvi d'energia que permet apagar un nucli no utilitzat.
- Suport per conjunts d'instrucció SSE4.2 i SSE4.1.